# Viktor Birsa (kmet)
Viktor Birsa, slovenski kmet, član organizacije TIGR, * 26. junij 1907, zaselek Birsi pri Braniku, † 2001.

## Življenje in delo
Ljudsko in 2-letno kmetijsko šolo je obiskoval v Rihemberku (sedaj Branik). Jeseni 1928 je v Rihemberku ustanovil in vodil 4 tajne celice organizacije TIGR. Prepovedano literaturo in ostali ilegalni material je dobival od Zorka Jelinčiča in drugih tigrovcev. Ob ustrelitvi Vladimira Gortana je 17. oktobra 1929 organiziral razdeljevanje njegovih slik in pisanje protifašističnih gesel po zidovih. Jeseni 1929 je v Tomaju organiziral sestanek 20 udeležencev iz Trsta, Proseka in drugih kraških vasi z oboroženo trojko iz Ljubljane. Marca 1930 je organiziral nabavo 50 litrov bencina s katerim naj bi požgali šole v Spodnji Branici, Škrbini, Zgoniku in Proseku, česar pa zaradi ovir niso izvedli. Organiziral je več političnih izletov. Ohranjena je fotografija posneta avgusta 1933 z izleta 16-tih tigrovcev na Kucelj. 5. septembra 1933 je ob tretji obletnici smrti bazoviških žrtev organiziral in izvedel zažig dveh kresov in 4 močne eksplozije v okolici Rihenberka. Bil je pod stalnim policijskim nadzorom, doma je imel več hišnih preiskav in bil večkrat priprt. Pred posebnim sodiščem za zaščito države v Rimu je bil obsojen na več let zapora. Po vrnitvi domov je bil v letih 1937−1940 pod strogim policijskim nadzorom in junija 1940 ponovno aretiran ter interniran na otok Ventotone (Pontinsko otočje). Tu se je srečal s Sandrom Pertinijem, ki ga je kot predsednik republike Italije, ko je oktobra 1979 obiskal Jugoslavijo, povabil na srečanje v Dubrovnik in ga odlikoval z redom »Commendatore«. Po kapitulaciji Italije se je septembra 1943 vrnil domov in za Osvobodilno fronto delal do konca vojne.